# Jack Nethercutt

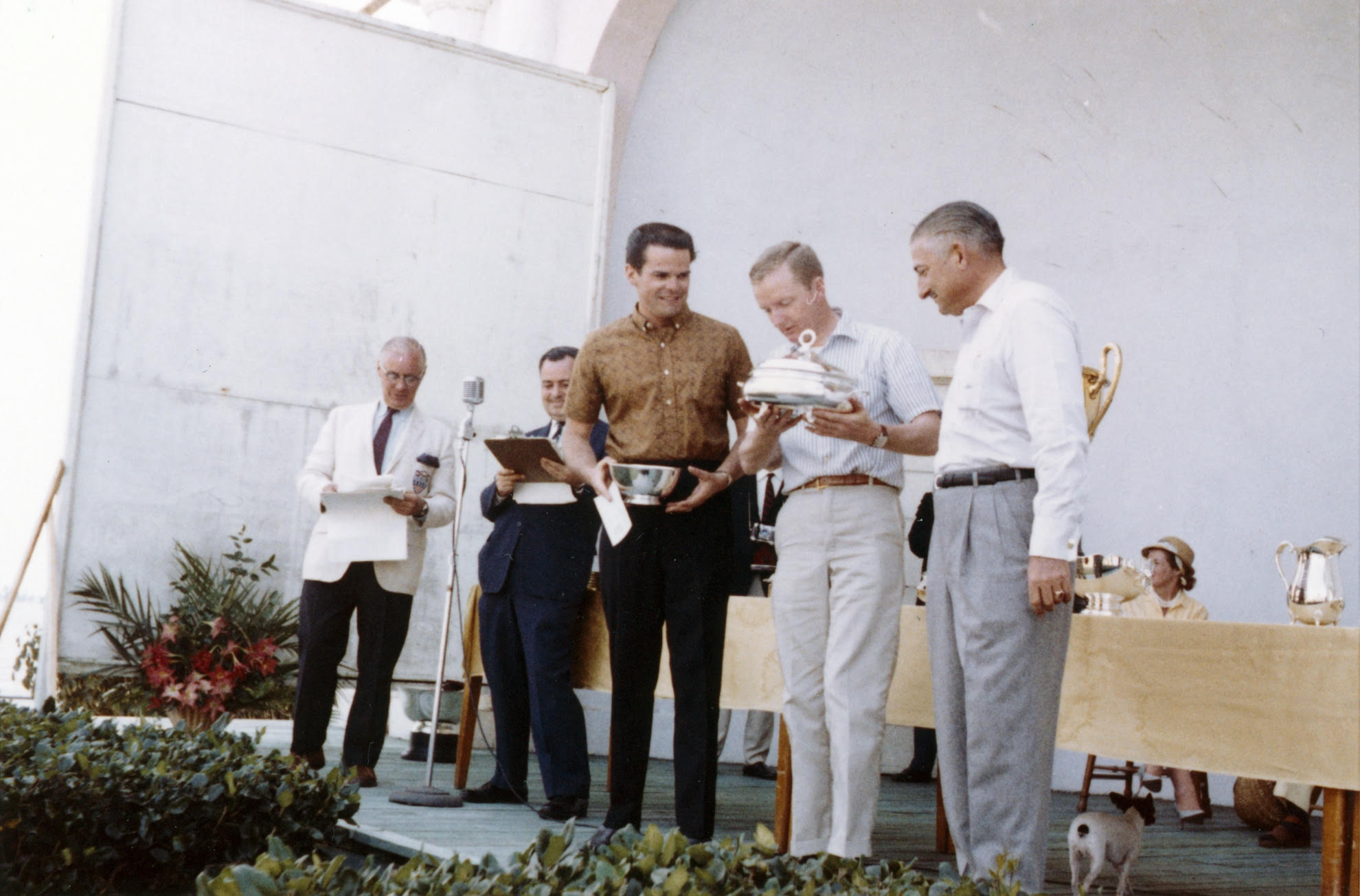
Jack Nethercutt (rechts) 1960 in Sebring

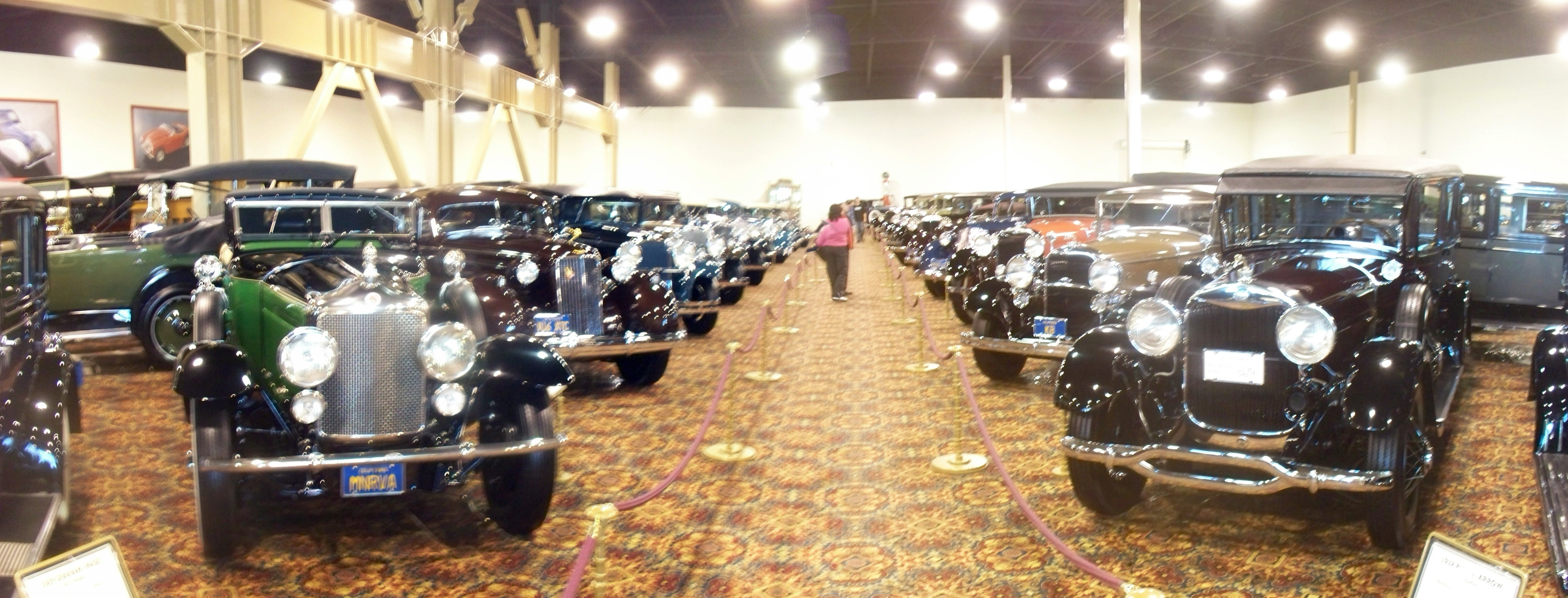
Fahrzeuge in der Nethercutt Collection

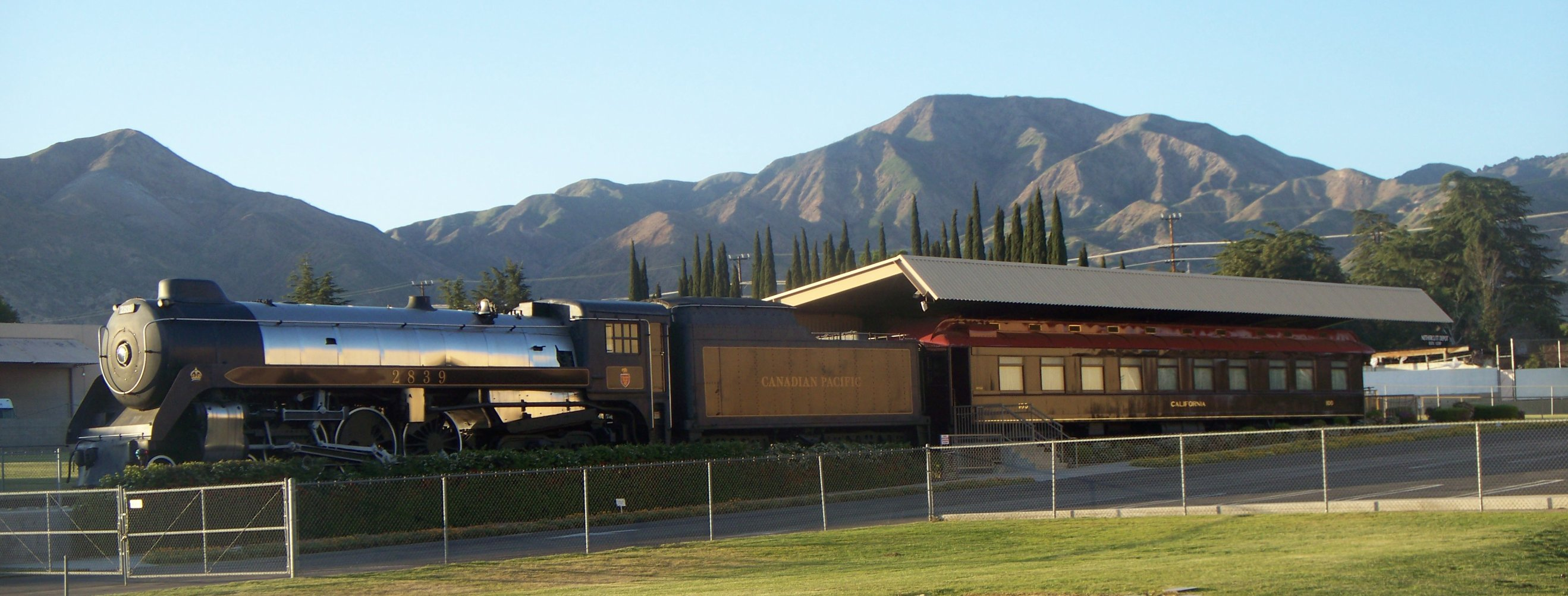
Canadian Pacific Royal Hudson, Baujahr 1937

Jack Boison Nethercutt (* 11. Oktober 1913 in South Bend; † 6. Dezember 2004 in Santa Monica) war ein US-amerikanischer Unternehmer, Museumsgründer und Autorennfahrer.

## Unternehmer
Jack Nethercutt kam als ältestes von drei Kindern des Ehepaares Carl (1888–1961)  und Florence Nethercutt (1889–1923) in South Bend, im US-Bundesstaat Indiana zur Welt. Als sein Vater nach dem Tod der Mutter 1923 ein zweites Mal heiratete, zog er im Alter von zehn Jahren zu seiner Tante ins kalifornische Santa Monica, wo er forthin wohnte. Sein Studium am California Institute of Technology in Pasadena brach er ab, um in das Unternehmen seiner Tante einzusteigen.
Merle Nethercutt Norman entwickelte Ende der 1920er-Jahre Hautpflegeprodukte für Familienmitglieder und enge Freunde. Unterstützt von ihrem Neffen wurde aus dem Hinterhofgeschäft ein schnell wachsendes Unternehmen. 1931 eröffnete Merle Norman in Santa Monica den ersten Shop. Während die Tante die Herstellung der Produkte leitete, kümmerte sich der Neffe um Marketing und Vertrieb. Unter dem Motto Try Before You Buy wurden Produktpräsentationen im kleinen Rahmen organisiert. Das Konzept ermöglichte es vor allem Frauen schon in den 1930er-Jahren, sich mit den Produkten auf Franchise-Basis selbständig zu machen. Der Erfolg gab dem Konzept recht, denn in sehr kurzer Zeit entstanden viele Merle-Morman-Shops an der Westküste der USA. Nach dem Tod von Merle Nethercutt Norman 1972 übernahm Jack Nethercutt die Leitung des Unternehmens, das noch heute im Familienbesitz ist.

## Sammler und Museumsgründer
Jack Nethercutt war Gründer und gemeinsam mit seiner Frau jahrelanger Vorsitzender der Nethercutt Collection in Sylmar, einem Stadtteil von Los Angeles. In den 1950er-Jahren begann seine Sammelleidenschaft, die er mit seiner Ehefrau Dorothy – geboren als Dorothy Sykes (1914–2004) und von 1933 bis zu ihrem Tod mit Jack Nethercutt verheiratet – teilte. Erste Sammlerstücke waren ein Duesenberg Convertible Roadster, Baujahr 1936, sowie ein DuPont Town Car, Baujahr 1930. Über die Jahre wuchs die Automobilsammlung zu einer der bedeutendsten der Vereinigten Staaten. Sechsmal gewannen Fahrzeuge aus der Sammlung den Pebble Beach Concours d’Elegance.
Neben den Fahrzeugen sammelte Nethercutt antike Möbel, Musikinstrumente, Jukeboxen und komplette Zuggarnituren, die seit 1971 im eigenen Museum ausgestellt werden.

## Karriere als Rennfahrer
Jack Nethercutt war in den 1950er- und 1960er-Jahren als Sportwagenpilot aktiv. Er startete erfolgreich bei nationalen Rennen und in der SCCA Pacific Coast Championship. Es gelangen ihm vier Gesamt- und 15 Klassensiege. Sein wichtigster war der Erfolg beim 3-Stunden-Rennen von Westwood, gemeinsam mit Pete Lovely im Ferrari 250 Testa Rossa. 1960 gelang ihm auch sein bestes internationales Ergebnis, als er das 12-Stunden-Rennen von Sebring als Gesamtdritter beendete.

## Statistik

### Sebring-Ergebnisse
| Jahr | Team            | Fahrzeug           | Teamkollege | Platzierung            | Ausfallgrund |
| ---- | --------------- | ------------------ | ----------- | ---------------------- | ------------ |
| 1960 | Jack Nethercutt | Ferrari 250TR59/60 | Pete Lovely | Rang 3 und Klassensieg |              |
| 1961 | Jack Nethercutt | Ferrari 250TR59/60 | Pete Lovely | Ausfall                | Ölpumpe      |

### Einzelergebnisse in der Sportwagen-Weltmeisterschaft
| Saison | Team            | Rennwagen     | 1   | 2   | 3   | 4   | 5   |
| ------ | --------------- | ------------- | --- | --- | --- | --- | --- |
| 1960   | Jack Nethercutt | Ferrari 250TR | BUA | SEB | TAR | NÜR | LEM |
| 1960   | Jack Nethercutt | Ferrari 250TR | 3   |     |     |     |     |
| 1961   | Jack Nethercutt | Ferrari 250TR | SEB | TAR | NÜR | LEM | PES |
| 1961   | Jack Nethercutt | Ferrari 250TR | DNF |     |     |     |     |